# Primnoa wingi
Primnoa wingi är en korallart som beskrevs av Stephen D. Cairns och Bayer 2005. Primnoa wingi ingår i släktet Primnoa och familjen Primnoidae. Inga underarter finns listade i Catalogue of Life.